# Вулиця Генерала Петрова (Мелітополь)
Вулиця Генерала Петрова — вулиця у Мелітополі. Йде від вулиці Станіславського до проспекта Богдана Хмельницького. Забудована приватними будинками.

## Назва
Вулиця названа на честь Василя Петрова — радянського та українського воєначальника, двічі Героя Радянського Союзу, заступника командувача Ракетних військ і артилерії Збройних Сил України.

## Історія
Вулиця згадується 20 грудня 1946 року як вулиця Менжинського. Назва була дана на честь радянського партійного діяча В'ячеслава Менжинського (1874‒1934), чекіста, наступника Ф. Е. Дзержинського на чолі ОДПУ (1926—1934)
2016 року в ході декомунізації вулиця перейменована на вулицю Генерала Петрова.